# Asplenium cimmeriorum
Asplenium cimmeriorum är en svartbräkenväxtart som beskrevs av Patrick J. Brownsey och de Lange. Asplenium cimmeriorum ingår i släktet Asplenium och familjen Aspleniaceae. Inga underarter finns listade.